# Моргенрот, Юлиус
Юлиус Мо́ргенрот (нем. Julius Morgenroth, 1871—1924) — немецкий иммунолог и химиотерапевт, почётный профессор Берлинского университета (1912).

## Биография
В 1897 г. окончил медицинский факультет Мюнхенского университета. Под руководством Пауля Эрлиха работал в Институте серологии в Берлине (1897—1899), в Институте экспериментальной терапии в г. Франкфурте (1899—1905). В 1906—1919 гг. заведовал бактериологическим отделением Института патологии в Берлине. С 1919 г. директор отделения химиотерапии Института инфекционных болезней имени Роберта Коха в Берлине.
Юлиус Моргенрот — автор более 80 научных работ. Ранние исследования посвящены изучению процессов возникновения и роли антител сыворотки крови млекопитающих и человека, им описаны особенности взаимодействия между антителами и антигенами. Он впервые показал возможность литического действия нормальной и иммунной сыворотки на чужеродные клетки, попадающие в кровь. Теоретически обосновал практическое использование «антисыворотки» для серодиагностики и серотерапии, в частности, стафилококкового и стрептококкого сепсиса.
Моргенрот — один из пионеров исследований в области химиотерапии. Первый применил в клинике риванол (1921).